# Tri gracije (Rafael)
Tri gracije so oljna slika italijanskega renesančnega slikarja Rafaela, ki je v muzeju Condé v Chantillyju v Franciji. Datum nastanka ni natančno določen, čeprav se zdi, da je bila naslikana na neki točki po njegovem prihodu na študij s Pietrom Peruginom okoli leta 1500, verjetno 1503–1505. Po besedah Jamesa Patricka v knjigi Renaissance and Reformation iz leta 2007 slika predstavlja prvič, da je Rafael upodobil golo žensko podobo spredaj in zadaj.

## Zgodovina
Delo je bilo skupaj z Vitezovimi sanjami v zbirki Borghese v Rimu, kjer je zabeleženo leta 1650 (Manili, Villa Borghese) in v popisu premoženja kardinala Scipioneja Borgheseja leta 1693. Leta 1800 jo je kupil Henri Reboul, nadzornik rimske republike pod Napoleonom in leta 1803 odnesena v Francijo. Potem, ko je bila del različnih zasebnih zbirk, je bila nato prepeljana v Anglijo, leta 1885 pa jo je končno kupil vojvoda Aumale in jo prinesel nazaj v Francijo, kjer je še zdaj.
Nedavni namigi o dataciji vežejo delo na leto 1503 ali na obdobje, ki je takoj sledilo, ko je umetnik verjetno odšel v Rim na kratek čas, ob posvetitvi Julija II. za novega papeža. Chastel je menil, da bi lahko bil diptih exhortatio ad iuvenem za mladega potomca rimske aristokratske družine, morda Scipione di Tommaso Borghese, rojen leta 1493.

## Navdih in tema
Slika prikazuje tri Gracije klasične mitologije. Pogosto se trdi, da je Rafaela pri svojem slikanju navdihnil uničen rimski marmorni kip, ki je bil razstavljen v knjižnici Piccolomini v sienski stolnici – umetnostni zgodovinar iz 19. stoletja [Dan K] je menil, da je šlo za ne zelo spretno kopijo tega originala – toda možen je tudi drug navdih, saj je bila tema priljubljena v Italiji. Julia Cartwright v Zgodnja dela Rafaela (2006) meni, da ima slika veliko večji vpliv ferrarske šole kot klasično kiparstvo, s čimer je jasno razvidno, da kip ni bil Rafaelov model.
Tri ženske na sliki morda predstavljajo stopnje razvoja ženske, pri čemer opasana figura na levi predstavlja deklico (Chastitas) in žensko do zrelosti na desni strani (Voluptas), čeprav so zagotovo obstajale tudi druge interpretacije.
Leta 1930 je profesor Erwin Panofsky predlagal, da je bila ta slika del diptiha skupaj s sliko Vitezove sanje in da na podlagi te teme slika predstavlja Hesperide z zlatimi jabolki, ki jih je ukradel Herkul. Nekateri umetnostni zgodovinarji se s sklepom Panofskega ne strinjajo. Roger Jones in Nicholas Penny v biografiji Raphael iz leta 1987 nakazujeta, da je zaradi razlik v merilu figur na slikah malo verjetno, da bi bile mišljene kot diptih, čeprav je »ena morda tvorila pokrov druge«. V Italijanska umetnost 16. stoletja (2006), Michael Wayne Cole meni, da čeprav »ni dvoma, da tvorita par ... si ju ne smemo predstavljati kot diptih, kar je izključeno zaradi njune kvadratne oblike in tudi zaradi spremembe v merilo figur.« Cole predstavi figure kot Venerine služabnice, ki držijo zlata jabolka, s katerimi je povezana, in potrjujejo pravilno povezavo med Virtus (predstavljeno s Sanjami) in Amorjem.